# Cerro Torre: Schrei aus Stein
Cerro Torre: Schrei aus Stein is een Duitse dramafilm uit 1991 onder regie van Werner Herzog.

## Verhaal
Een jonge alpinist beklimt de nog nooit bedwongen Cerro Torre. Omdat hij geen bewijzen heeft, zal hij die prestatie nog eens moeten overdoen. Intussen beklimt een ervaren alpinist de berg aan de andere kant. Een filmploeg legt alles vast.

## Rolverdeling
| Acteur               | Personage     |
| -------------------- | ------------- |
| Vittorio Mezzogiorno | Roccia        |
| Mathilda May         | Katharina     |
| Stefan Glowacz       | Martin        |
| Al Waxman            | Stephen       |
| Gunilla Karlzen      | Carla         |
| Chavela Vargas       | Indiaanse     |
| Georg Marischka      | Reclameagent  |
| Volker Prechtel      | Bergbeklimmer |
| Hans Kammerlander    | Bergbeklimmer |
| Lautaro Murúa        | Estanciero    |
| Brad Dourif          | Fingerless    |
| Donald Sutherland    | Ivan          |
| Amelie Fried         | Tv-moderator  |
| Werner Herzog        | Tv-regisseur  |
| Wolfgang Müller      |               |